# (179) Klytaemnestra
(179) Klytaemnestra – planetoida z pasa głównego asteroid okrążająca Słońce w ciągu 5 lat i 45 dni w średniej odległości 2,97 j.a. Została odkryta 11 listopada 1877 roku w Detroit Observatory w mieście Ann Arbor przez Jamesa Watsona. Nazwa planetoidy pochodzi od Klitajmestry, żony Agamemnona w mitologii greckiej.